# Laurence Rees
Laurence Rees (1957) é um historiador e documentarista britânico, autor de vários livros sobre atrocidades cometidas pelos nazistas, durante a Segunda Guerra Mundial. Ex-diretor de criação de programas sobre História da  BBC, seus documentários e livros de história são usados como material didático nas escolas do Reino Unido.

## Biografia
Rees foi educado na Escola de Solihull e na Universidade de Oxford. Começou a trabalhar na BBC em 1978, como trainee de pesquisa, passando depois a pesquisador e assistente de produção na televisão, em programas de atualidades. Em 1983, aos 25 anos, dirigiu e produziu seu primeiro filme, sobre  Noël Coward, para a BBC1.
Começou a se especializar em filmes históricos relacionados com o nazismo e a Segunda Guerra, com seu controverso A British Betrayal, de 1991 (sobre sobre a repatriação forçada, pelos britânicos, de milhares de prisioneiros cossacos e iugoslavos, no pós-guerra), seguido de Goebbels - Master of Propaganda, em 1992. Ainda em 1992, Rees foi designado para ser o editor de Timewatch, uma série de documentários históricos da BBC. Ao longo dos 10 anos seguintes, foi diretamente responsável ou  supervisionou a edição de mais de cem filmes históricos. Em 1994 foi nomeado chefe da  BBC History e Diretor de Criação.
Escreveu, dirigiu e produziu a  sériea The Nazis: A Warning from History ('Os Nazistas: Um Aviso da História'), de 1997, Horror in the East ('Horror no  Oriente'), de 2001, e  Auschwitz: The Nazis and the 'Final Solution'  ('Auschwitz: Os Nazistas e a Solução Final')]] de 2005. Escreveu, dirigiu e produziu o documentário World War Two: Behind Closed Doors, de 2008. Ganhou muitos prêmios por seus filmes de televisão, incluindo  BAFTA, Grierson Award, International Documentary Award, British Press Guild Award e um  prêmio do  Banff World Media Festival.
Também escreveu livros que acompanharam suas séries The Nazis: A Warning from History, Horror in the East, War of the Century e Auschwitz: The Nazis and 'The Final Solution' .
Em 2006, ganhou o British Book Awards, por seu livro sobre Auschwitz, tornando-se a primeira pessoa a vencer tanto um BAFTA, por uma série de televisão que escreveu, produziu e dirigiu, como o British Book Award pelo  livro que escreveu.
Em 2005, recebeu um título de doutorado honorário da Universidade de Sheffield, por sua contribuição à História.
Rees deixou a BBC em 2008 e, no ano seguinte, criou o site multimídia educacional WW2History.com. Mesmo depois de sair da BBC, continuou seu trabalho como produtor independente, veiculando seus filmes pelos canais da BBC.
Em 2009 foi professor visitante do Departamento de História Internacional da London School of Economics and Political Science.
Em 2011, recebeu da Open University um outro título de doutorado honorário, por sua contribuição às artes e às ciências.

## Filmografia
- 2015 Touched by Auschwitz, documentário  de 90 minutos para a BBC2 (escritor, produtor e diretor)
- 2012 The Dark Charisma of Adolf Hitler,  série de três episódios para a BBC2 (escritor, produtor e diretor)
- 2008 World War II Behind Closed Doors: Stalin, the Nazis and the Westsérie de seis episódios para a BBC2  (escritor, produtor e diretor)
- 2005 Hitler's Place in History  (produtor executivo)
- 2005 Auschwitz: The Nazis and 'The Final Solution' , série de seis episódios para a BBC2 (escritor e produtor)
- 2003 Colosseum: Rome's Arena of Death (coprodutor executivo)
- 2002 The Great Pyramid (produtor executivo)
- 2002 Christmas Under Fire (produtor executivo)
- 2002 The Ship  (produtor executivo)
- 2001 Horror in the East, série de dois episódios para a BBC2 (escritor, produtor e diretor)
- 2000 Conquistadors  (produtor executivo)
- 1999 War of the Century, série de quatro episódios para a BBC2 (escritor, produtor e diretor)
- 1998 In the Footsteps of Alexander the Great (produtor executivo)
- 1997 Tales from the Tomb: Lost Sons of the Pharaohs (produtor executivo)
- 1997 The Nazis: A Warning from History, série de seis episódios para a BBC2 (escritor, produtor e diretor)
- 1995 Crusades (produtor executivo)
- 1994-1995 Reputations (editor e produtor executivo)
- 1993-2002, Timewatch  (editor e produtor executivo)
- 1992 We Have Ways of Making You Think, incluindo Goebbels: Master of Propaganda (escritor, produtor e diretor)
- 1991 British Betrayal, para a BBC2 (escritor, produtor e diretor)
- 1987 Crisis, drama documentário para a BBC1 (escritor, produtor e diretor)
- 1983 Noël Coward: A Private Life, para a  BBC1 (escritor, produtor e diretor)